# Isomoralla eriscota
Espèce
Isomoralla eriscota est une espèce de lépidoptère de la famille des Oecophoridae.
On le trouve en Australie.

## Galerie

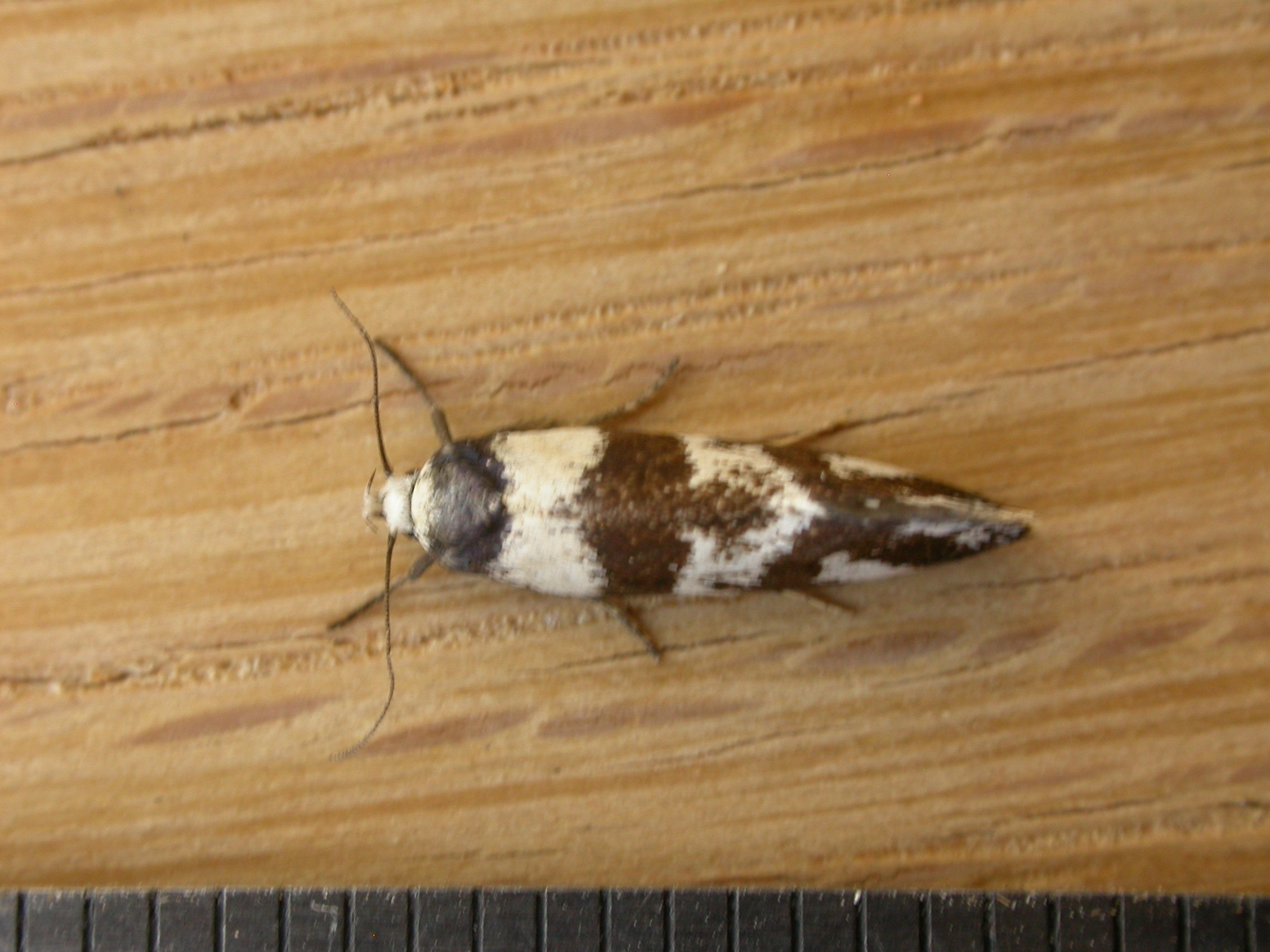